# 史密斯頓 (密蘇里州)
史密斯頓（英語：Smithton）是位於美國密蘇里州佩蒂斯縣的城市。

## 人口
根據2020年美國人口普查的數據，史密斯頓的面積為0.78平方千米，皆為陸地。當地共有人口506人，而人口密度為每平方千米649人。